# Lipsothrix propatula
Lipsothrix propatula är en tvåvingeart som beskrevs av Alexander 1952. Lipsothrix propatula ingår i släktet Lipsothrix och familjen småharkrankar.
Artens utbredningsområde är Myanmar. Inga underarter finns listade i Catalogue of Life.